# Brigham Young
Brigham Young (1 de junio de 1801-29 de agosto de 1877) fue un líder religioso estadounidense, el segundo presidente de La Iglesia de Jesucristo de los Santos de los Últimos Días y primer gobernador del actual estado de Utah.
Fue el líder sucesor de Joseph Smith y debido a la persecución tuvo la tarea de llevar a miles de sus fieles desde  Nauvoo, Illinois, hasta Salt Lake City, en el actual estado de Utah.
Durante su presidencia, tuvo que afrontar múltiples dificultades en el establecimiento de Sion, la Guerra de Utah de 1857 por conflictos con el gobierno de Estados Unidos, principalmente a causa de la doctrina de la poligamia, y graves situaciones internas como la Masacre de Mountain Meadows en 1857.

## Primeros años
Young nació en una familia de granjeros en Whittingham, Vermont, y trabajó como carpintero y herrero itinerante, entre otros trabajos. Se casó por primera vez en 1824 con Marian Angeline Works, quien le dio dos hijas. Su esposa falleció de tuberculosis en 1832. 
Aunque se había convertido al metodismo en 1823, Young se acercó al mormonismo tras leer el Libro de Mormón poco después de su publicación en 1830. Se unió formalmente a la nueva fe el 14 de abril de 1832 y viajó a Canadá como misionero. Cuando su primera esposa falleció en 1832, Young colaboró con otros mormones para establecer una comunidad satélite en Kirtland, Ohio.
En 1834, se casó de forma monógama con Mary Ann Angel, quien le daría 6 hijos. 
Young estaba muy comprometido con su fe. Fue ordenado a los 34 años como apóstol y se unió al Consejo de los Doce Apóstoles como uno de los primeros y más jóvenes miembros, el 14 de febrero de 1835. Durante las persecuciones en Misuri a finales de la década de 1830 le fueron embargadas todas sus propiedades. En 1840 y 1841 viajó al Reino Unido como misionero de la Iglesia. La mayoría de los que Young convirtió emigraron a Estados Unidos para unirse a las comunidades mormonas norteamericanas. En la década de 1840, Young estaba entre los que establecieron la ciudad de Nauvoo, Illinois, a orillas del río Misisipi. En esta ciudad se estableció la nueva sede de la Iglesia de Jesucristo de los Santos de los Últimos Días. En tamaño, llegó a ser comparable a Chicago.
Mientras los hermanos Smith estaban en la cárcel de Carthage esperando un juicio por cargos de sedición, ambos, el presidente de la Iglesia Joseph Smith y su hermano Hyrum Smith, fueron  asesinados por un populacho descontrolado en 1844.

## Líder religioso
A raíz del asesinato de los hermanos Smith hubo una conferencia multitudinaria, a partir de la cual la organización se escindió en varias corrientes: los que postulaban que la sucesión de la presidencia y oficio de profeta debían estar a cargo de quien más se supone que habría sido señalado como sucesor de Joseph Smith, por vínculo parental, idea apoyada por Emma Smith, viuda de Joseph Smith, en favor de su hijo adoptado de doce años a la fecha, Joseph Smith III; y aquellos que apoyaron la proclamación hecha por Joseph Smith, en la cual declaró que la autoridad la había dejado en el Consejo de los Doce Apóstoles y por ende Brigham Young era en consecuencia el líder espiritual, profeta, vidente y revelador de La Iglesia de Jesucristo de los Santos de los Últimos Días. Después de tres años bajo el Consejo de los Doce, Young organizó una nueva Primera Presidencia y fue declarado presidente de La Iglesia de Jesucristo de los Santos de los Últimos Días en 1847. 
Esta decisión escindió en una mayor y otras pequeñas facciones a los creyentes. La corriente que no aceptó a Young hoy conforma la minoritaria Comunidad de Cristo, radicada en Independence (Misuri), y la facción que siguió a Young fueron conocidas por un tiempo en forma interna como los brighamitas, que hoy es la oficial Iglesia de Jesucristo de los Santos de los Últimos Días establecida en Utah. Otra facción menor, liderada por Sidney Rigdon, se escindió y asumió la presidencia de la Iglesia Rigdonita, con sede en Pittsburgh (Pensilvania). Surgieron también otros líderes para encabezar lo que más tarde serían minoritarios grupos independientes del movimiento mormón que no prosperaron y desaparecieron.

### Presidente de La Iglesia de Jesucristo de los Santos de los Últimos Días y Gobernador territorial

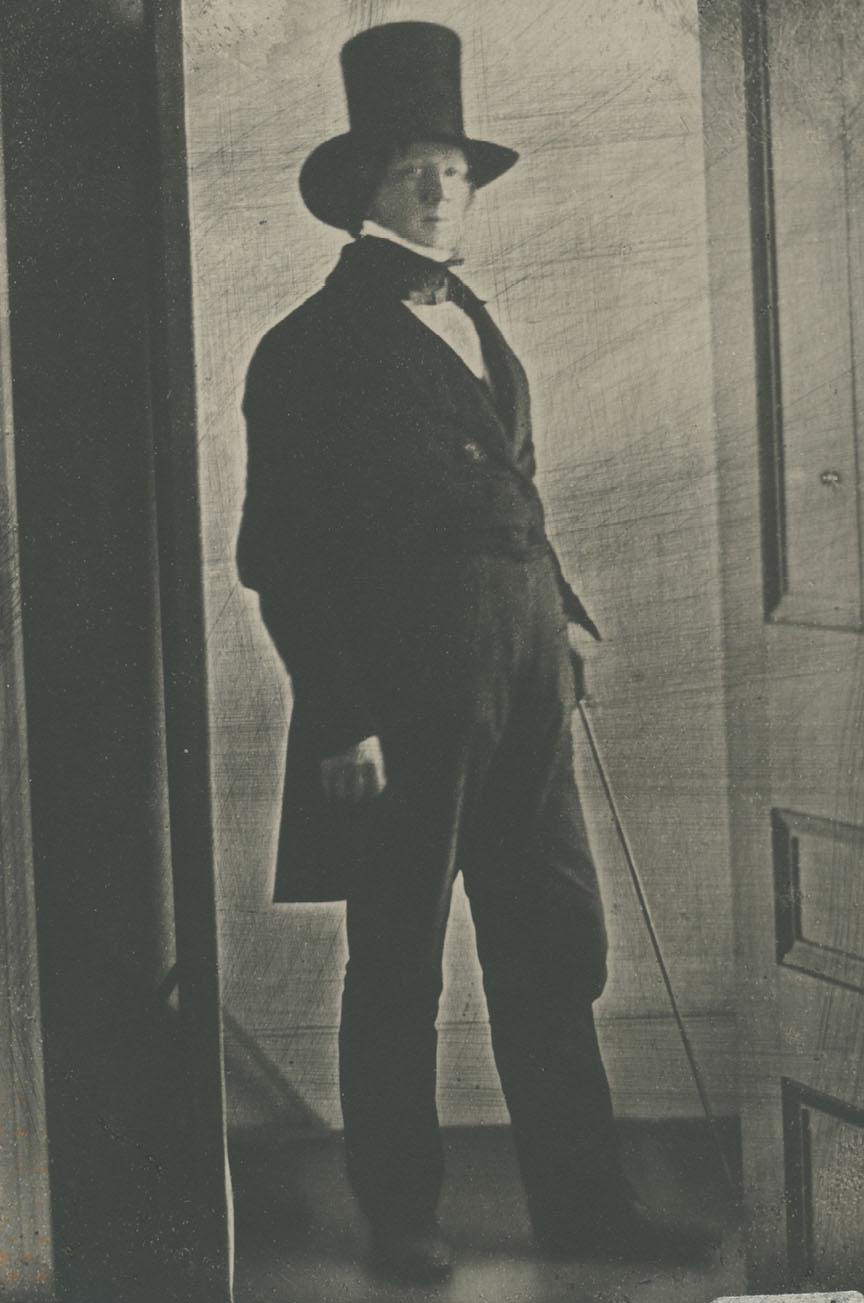
Brigham Young en 1846 (45 años)

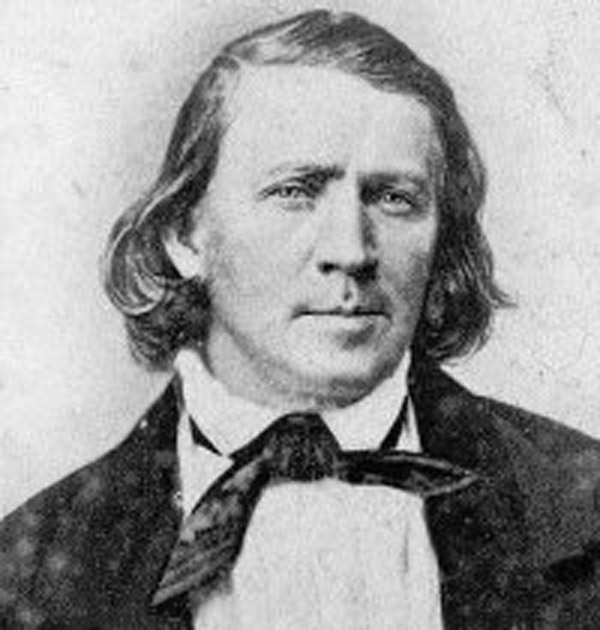
Brigham Young hacia 1850

La persistencia de conflictos obligó a Young a instalar a su comunidad religiosa en el territorio inexplorado de la cuenca hidrográfica de Lago Salado, en ese entonces un territorio más allá de la frontera, inhóspito, salvaje y aislado que hoy forma parte de Utah y que por entonces era parte de México.
Young organizó el monumental éxodo mormón a través de la llamada frontera que llevaría a los fieles desde Nauvoo y Kirtland al campamento temporal de Winter Quarters (Nebraska), en 1846; y más tarde atravesando las grandes planicies al Valle del Lago Salado, el 24 de julio de 1847. 
Esta fecha se recuerda como el Día del Pionero y es festivo en Utah.  
En 1848, Young aceptó el re-bautismo de uno de los Tres Testigos del Libro de Mormón, Oliver Cowdery, pero este, a raíz de su quebrantada salud, no pudo hacer el camino a Salt Lake y falleció el 3 de marzo de 1850, en la casa de David Whitmer, en Richmond, Misuri.
Una vez llegados a la cuenca de Lago Salado, Young tuvo la compleja y ardua tarea de establecer y gobernar la comunidad en Salt Lake (nombre del lago en inglés), mantener la paz con comunidades nativas como los Shoshón y la comunidad Ute y lidiar con plagas locales que asolaban las cosechas.
Poco después de que las nuevas colonias mormonas se establecieran en territorio mexicano (parte de la Alta California), vendido ilegalmente a Estados Unidos por Antonio López de Santa Anna y mencionado como «Cesión Mexicana» por cronistas estadounidenses de la época, Young solicitó en 1847 al Congreso de los Estados Unidos la creación del Estado de Deseret, pero este estatus duró solo dos años. 
En lugar de eso, en 1850 se estableció el territorio de Utah, que hoy es un estado, y Young fue nombrado por el gobierno como gobernador territorial. El 3 de febrero de 1851, Brigham Young fue nombrado primer gobernador del Territorio de Utah por el Gobierno federal. El cargo lo ejerció por ocho años.
Muchas ciudades de Utah y algunas de los estados vecinos fueron fundadas bajo la dirección de Young, tales como Brigham City, Manti y Provo, con sus templos dedicados bajo su oración.
La práctica pública de la  poligamia por la iglesia se anunció y defendió en 1852 por un integrante del Concilio de los Doce Apóstoles, el Elder Orson Pratt, por solicitud del Presidente de la iglesia, Brigham Young, como un elevado principio religioso. Esto fue conocido públicamente y causó serias desavenencias con el gobierno federal de Estados Unidos, que reaccionó agresivamente contra los mormones y agravó las persecuciones y encarcelamientos a quienes practicaran el matrimonio plural.
La ayuda inestimable proporcionada por el abogado y militar, coronel Thomas L. Kane, fue trascendental para evitar varios conflictos entre el gobierno federal y el territorial.

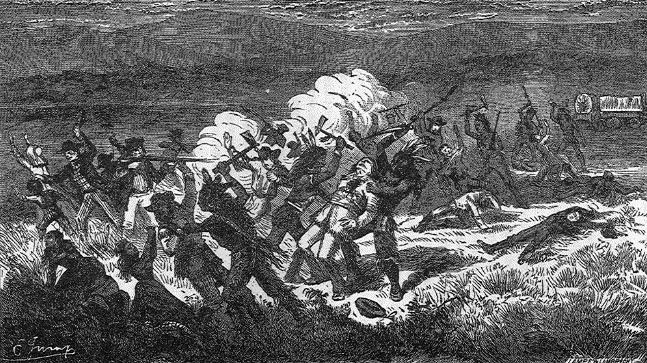
Grabado que representa la masacre de Mountain Meadows

## Guerra de Utah
El partido republicano exigió al presidente James Buchanan que enviara tropas federales a Utah con la intención de detener a Young. El gobierno, en primer lugar, suprimió la correspondencia postal con Salt Lake y llegaron persistentes rumores de una nueva expulsión de los mormones desde este territorio por entonces inexplorado. Algunos de estos grupos se rumoreaba serían los ejecutores de Joseph Smith en Carthage en 1844.
Young se dio cuenta de que podía haber una nueva Guerra mormona con el gobierno federal de Estados Unidos y formaron milicias preventivas para prevenir nuevas matanzas. Algunos de estos grupos, como el de John D. Lee, radicalizaron los decretos de sus líderes religiosos y se pusieron fuera de toda ley.
El líder mormón Gordon B. Hinckley, quien presidió la Iglesia de Jesucristo de los Santos de los Últimos Días entre 1994 y 2007, se disculpó públicamente debido al revuelo que se formó causado por la publicación de un libro que trataba sobre este tema. La Iglesia de Jesucristo de los Santos de los Últimos Días levantó un monumento conmemorativo de la masacre.[cita requerida]

### Masacre de Mountain Meadows
En 1857, la Iglesia mormona estaba asegurando su poder en Utah, cuando ocurrió un hecho luctuoso a 480 km de Salt Lake. El 11 de septiembre de ese año, una caravana de ciento veinte pioneros no mormones liderados por Alexander Fancher transitaba por Mountain Meadows viniendo desde Arkansas con destino a California cuando fue atacada por una milicia mormona. La milicia, compuesta por indios paiute y blancos (mormones) y liderada por John D. Lee, asesinó a todos los adultos, dejando con vida solo a los niños.
Lee era un miembro prominente de los Santos de los Últimos Días, y a raíz de las amenazas federales que desencadenaron la Guerra de Utah, este intervino en la situación,[cita requerida] prometiendo un salvoconducto que permitiría a los viajeros atravesar el estado sin dificultades a cambio de la entrega de sus armas. Cierta mala interpretación en las comunicaciones hicieron tomar una tergiversación radical a John D. Lee al suponer erróneamente que Brigham Young quería que todo emigrante que pasara por el Territorio de Utah durante el toque de sitio fuera detenido o asesinado (Confesiones de John D. Lee, p. 383). 
Al acceder los colonos, los mormones escoltaron a la caravana durante un corto trayecto con el propósito de que esta se dispersara.[cita requerida] Entonces, fueron masacrados. Solo sobrevivieron diecisiete niños menores de ocho años, considerados dentro del rango de edad inocente para los mormones.
El gobierno, quien tenía como gobernador del estado de Utah a Brigham Young, detuvo a John D. Lee acusado como el ejecutor intelectual de la masacre. La Iglesia lo excomulgó declarando a Lee fuera de la ley del hombre, y de la misma Iglesia por malinterpretar, tergiversar y radicalizar en forma propia y unilateral un edicto de su líder, Brigham Young. 
En marzo de 1877, veinte años más tarde, el gobierno de los Estados Unidos ejecutó a Lee. En sus últimas palabras, este confesó sentirse traicionado por Brigham Young, aunque mantuvo que este no supo de la atrocidad hasta después de que había ocurrido. 
Brigham Young no fue juzgado por la masacre hasta su muerte ese mismo año (1877).

## Últimos años

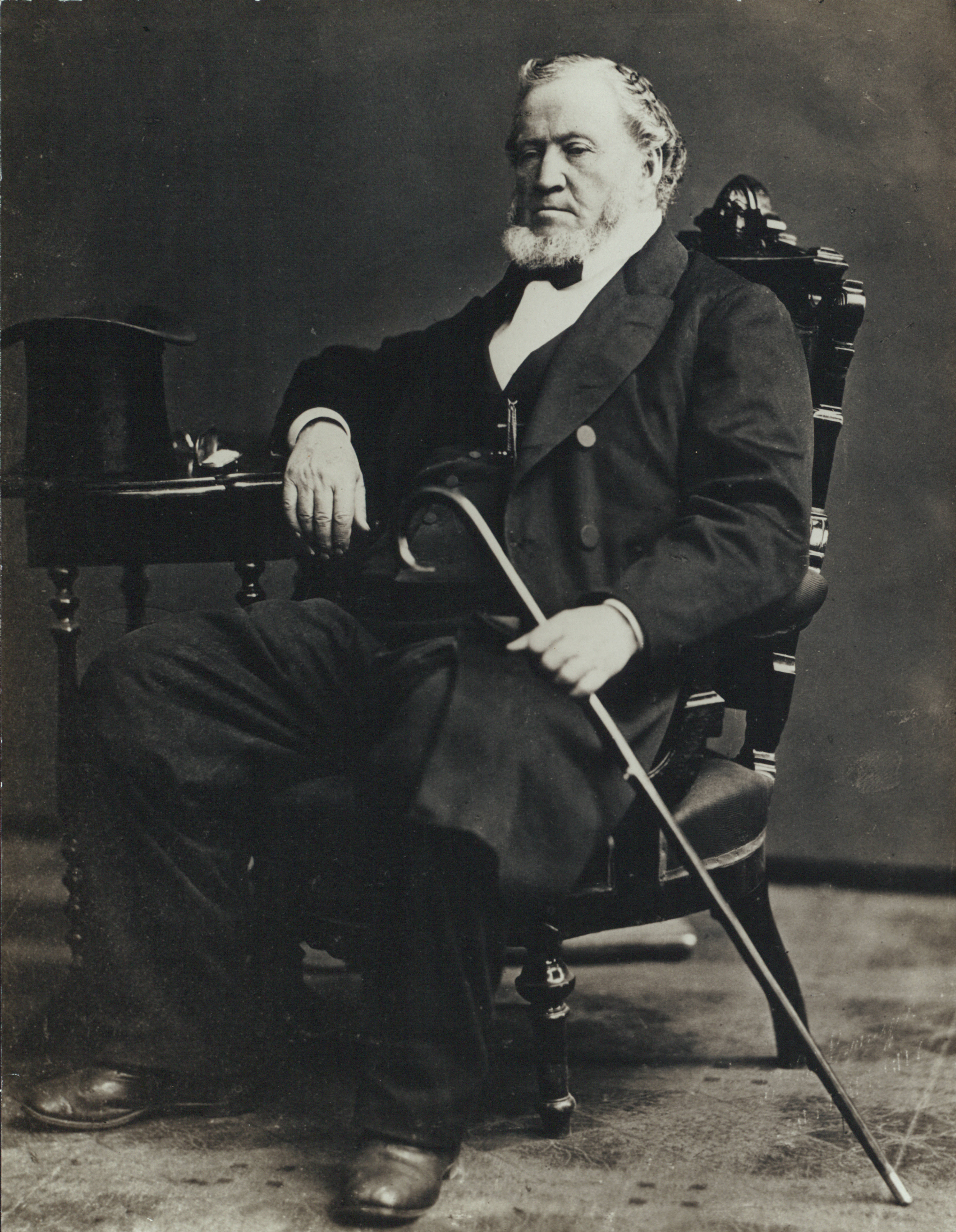
Brigham Young hacia 1877

En 1870, Young aceptó el reintegro de Martin Harris, uno de los Tres Testigos del Libro de Mormón, quien había sido apartado de la Iglesia por diferencias internas.
Young fue testigo de la llegada del ferrocarril a Salt Lake y pudo recibir al presidente Ulysses Grant en 1875, quien pudo constatar por sí mismo la importancia colonizadora y prosperidad de la comunidad religiosa.
A partir de 1877, la salud de Brigham Young comenzó a decaer, padecía desde hacía años osteoartritis reumatoide y falleció en Salt Lake el 29 de agosto de ese año a los 76 años. Sus últimas palabras fueron: "Joshep, Joshep...Joshep".
Su deceso fue muy sentido por la comunidad mormona, reconociéndosele sus logros en tiempos muy difíciles. Fue sucedido por John Taylor.

## Remembranzas y semblanza
Como gobernador y presidente de la Iglesia, Young gestionó con eficacia y mano firme múltiples  asuntos religiosos y económicos. Promovió la independencia económica y la autosuficiencia. Gracias a la Ley de Consagración, elevó el estatus económico de las arcas eclesiásticas, sacando a la iglesia y a sus miembros de un duro periodo de pobreza material.
Algunos han acusado a Young de ser un dictador o autócrata enérgico y absolutista con mano firme. Otros discrepan, reconociendo a Young como un líder fuerte, influyente y eficaz durante una época muy complicada, conservando así una reputación y una herencia que están mayoritariamente bien vistas dentro del movimiento mormón.
Joseph Smith tuvo su defensor más leal en la persona de Brigham Young. Durante el resto de su vida, a menudo rebatía cara a cara con argumentos contundentes con quienes eran desleales y apóstatas en defensa de Smith.
Young practicó la poligamia en forma reservada y solo la administró para determinados miembros dignos de recibir dicha doctrina y no cedió a las presiones del gobierno federal ni mucho menos bajo coacción de detractores y enemigos de la iglesia.

## Reconocimientos
- La principal universidad del Estado de Utah se llama Universidad Brigham Young (BYU).[6]

| Predecesor: Joseph Smith | Presidente de La Iglesia de Jesucristo de los Santos de los Últimos Días 1847-29 de agosto de 1877 | Sucesor: John Taylor |